# هاري داوسون
هاري داوسون (بالإنجليزية: Harry Dawson)‏ (1886 في المملكة المتحدة - ) هو لاعب كرة قدم بريطاني في مركز الهجوم. لعب مع نادي إيفرتون ونادي بلاكبول ونادي غيلينغهام ووست هام يونايتد وCroydon Common F.C. ‏ وRossendale United F.C. ‏.